# 500 mil Indianapolis 1957
500 mil Indianapolis 1957 (oficiálně 41st International 500-Mile Sweepstakes) se jela na okruhu Indianapolis Motor Speedway v Indianapolis v Indianě ve Spojených státech amerických dne 30. května 1957. Závod byl třetím v pořadí v sezóně 1957 šampionátu Formule 1.

## Kvalifikace

### Startovní rošt
| Řada   | Vnitřní řada | Vnitřní řada | Vnitřní řada | Střední řada | Střední řada | Střední řada | Venkovní řada | Venkovní řada | Venkovní řada                                                                                                |
| ------ | ------------ | ------------ | --- | ------------ | ------------ | --- | ------------- | ------------- | --- |
| 1      | 12           | USA          | Pat O'Connor Sumar Special Chapman Root Kurtis 500G, Offenhauser 143,948 mph (231,662 km/h)                           | 88           | USA          | Eddie Sachs Peter Schmidt Special Peter Schmidt Kuzma, Offenhauser 143,872 mph (231,540 km/h)                    | 52            | USA           | Troy Ruttman John Zink Special John Zink Watson, Offenhauser 142,772 mph (229,769 km/h)                      |
| 2      | 14           | USA          | Fred Agabashian Bowes Seal Fast Special George Bignotti Kurtis 500G, Offenhauser 142,557 mph (229,423 km/h)           | 6            | USA          | Johnny Boyd Bowes Seal Fast Special George Bignotti Kurtis 500G, Offenhauser 142,102 mph (228,691 km/h)          | 5             | USA           | Jimmy Reece Hoyt Machine Special Fred Sommer Kurtis 500C, Offenhauser 142,006 mph (228,537 km/h)             |
| 3      | 83           | USA          | Ed Elisian McNamara Special Lee Elkins Kurtis 500C, Offenhauser 141,777 mph (228,168 km/h)                            | 16           | USA          | Al Keller Bardahl/Clancy Special Pat Clancy Kurtis 500G, Offenhauser 141,398 mph (227,558 km/h)                  | 23            | USA           | Elmer George Travelon Trailer Special Ernest Ruiz Kurtis 500B, Offenhauser 140,729 mph (226,481 km/h)        |
| 4      | 54           | USA          | Paul Russo Novi Auto Air Conditioner Special Novi Racing Corp Kurtis 500F, Novi SC 144,817 mph (233,060 km/h)         | 10           | USA          | Johnny Thomson D-A Lubricant Special Racing Associates Kuzma, Offenhauser 143,529 mph (230,988 km/h)             | 73            | USA           | Andy Linden McNamara/Veedol Special Lee Elkins Kurtis 500G, Offenhauser 143,244 mph (230,529 km/h)           |
| 5      | 9            | USA          | Sam Hanks Belond Exhaust Special George Salih Salih, Offenhauser 142,812 mph (229,834 km/h)                           | 22           | USA          | Gene Hartley Massaglia Hotels Special Hart Fullerton Lesovsky, Offenhauser 141,271 mph (227,354 km/h)            | 1             | USA           | Jimmy Bryan Dean Van Lines Special Al Dean Kuzma R, Offenhauser 141,188 mph (227,220 km/h)                   |
| 6      | 7            | USA          | Bob Veith Bob Estes Special Bob Estes Phillips, Offenhauser 141,016 mph (226,943 km/h)                                | 18           | USA          | Johnnie Parsons Sumar Special Chapman Root Kurtis 500G, Offenhauser 140,784 mph (226,570 km/h)                   | 77            | USA           | Mike Magill Dayton Steel Foundry Special George Walther Kurtis 500G, Offenhauser 140,411 mph (225,970 km/h)  |
| 7      | 19           | USA          | Jack Turner Bardahl Special Pat Clancy Kurtis 500G, Offenhauser 140,367 mph (225,899 km/h)                            | 43           | USA          | Eddie Johnson Chapman Special Harry Allen Chapman Kurtis 500G, Offenhauser 140,171 mph (225,583 km/h)            | 3             | USA           | Don Freeland Ansted Rotary Ansted-Thompson Racing Kurtis 500D, Offenhauser 139,649 mph (224,743 km/h)        |
| 8      | 27           | USA          | Tony Bettenhausen Novi Auto Air Conditioner Special Novi Racing Corp. Kurtis 500F, Novi SC 142,439 mph (229,233 km/h) | 31           | USA          | Bill Cheesbourg Schildmeier Seal Line Special J.S. Donaldson Kurtis 500G, Offenhauser 141,565 mph (227,827 km/h) | 8             | USA           | Rodger Ward Wolcott Fuel Injection Special Roger Wolcott Lesovsky, Offenhauser SC 141,321 mph (227,434 km/h) |
| 9      | 82           | USA          | Chuck Weyant Central Excavating Special Pete Salemi Kurtis 500C, Offenhauser 141,105 mph (227,086 km/h)               | 55           | USA          | Eddie Russo Sclavi & Amos Special Fred Sclavi Kurtis 500C, Offenhauser 140,862 mph (226,695 km/h)                | 92            | USA           | Don Edmunds McKay Special Roy McKay Kurtis 500G, Offenhauser 140,449 mph (226,031 km/h)                      |
| 10     | 48           | USA          | Marshall Teague Sumar Special Chapman Root Kurtis 500C, Offenhauser 140,329 mph (225,838 km/h)                        | 57           | USA          | Jimmy Daywalt Helse Special H.H. Johnson Kurtis 500C, Offenhauser 140,203 mph (225,635 km/h)                     | 89            | USA           | Al Herman Dunn Engineering Special Harry Dunn Dunn, Offenhauser 140,007 mph (225,319 km/h)                   |
| 11     | 28           | USA          | Johnnie Tolan Greenman-Casale Special Lysle Greenman Kuzma, Offenhauser 139,884 mph (225,121 km/h)                    | 26           | USA          | Jim Rathmann Chiropractic Special Lindsey Hopkins Epperly, Offenhauser 139,806 mph (224,996 km/h)                | 95            | USA           | Bob Christie Jones & Maley Special Jones & Maley Kurtis 500C, Offenhauser 139,779 mph (224,952 km/h)         |
| Zdroj: |              |              | |              |              | |               |               | |

### První náhradník
| #33 - Billy Garrett Federal Engineering Special Kurtis 500E, Offenhauser |

### Jezdci, kteří se nekvalifikovali
| #4 - George Amick Federal Engineering Special Snowberger, Offenhauser Příliš pomalý   | #62 - Keith Andrews Farina Special Kurtis 500G, Offenhauser Fatální nehoda             | #82 - Johnny Baldwin Central Excavating Special Kurtis 500C, Offenhauser Nekvalifikoval se   |
| #45 - Bill Cheesbourg Las Vegas Club Special Kurtis 500G, Offenhauser Příliš pomalý   | #15 - Tony Bonadies Ray Brady Special Kurtis 500C, Offenhauser Nehoda v tréninku       | #81 - Tony Bonadies Central Excavating Special Kuzma D, Offenhauser Příliš pomalý            |
| #59 - Bud Clemons Chiropractic Special Shilala Offenhauser Příliš pomalý              | #49 - Ray Crawford Meguiar Mirror Glaze Special Kurtis 500G, Offenhauser Příliš pomalý | #32 - Jimmy Davies Anderson Special Kurtis 500D, Offenhauser Příliš pomalý                   |
| #62 - Giuseppe Farina Farina Special Kurtis 500G, Offenhauser Crashed by K. Andrews   | #71 - Johnny Fedricks Gdula Special Kurtis 500C, Offenhauser Nekvalifikoval se         | #64 - Gene Force Shannon Brothers Special Watts, Offenhauser Příliš pomalý                   |
| #58 Andy Furci Ray Brady Special Schroder D, Offenhauser Nekvalifikoval se            | #31 Cliff Griffith Seal Line Special Kurtis 500G, Offenhauser Nekvalifikoval se        | #72 - Danny Kladis Morgan Engineering Special Maserati, Maserati SC Příliš pomalý            |
| #84 - Danny Kladis Safety Auto Glass Special Mercedes, Jaguar Příliš pomalý           | #25 - Jud Larson John Zink SPecial Watson, Offenhauser Příliš pomalý                   | #34 - Jim McWithey Federal Engineering Special Kurtis 500D, Offenhauser Nehoda v kvalifikaci |
| #32 - Cal Niday Trio Brass Foundry Special Kurtis 500D, Offenhauser Nekvalifikoval se | #98 - Johnnie Parsons Agajanian Special Kuzma, Offenhauser Příliš pomalý               | #92 - Leroy Warriner McKay Special Kurtis 500G, Offenhauser Nekvalifikoval se                |
| #42 - Dempsey Wilson Martin Special Curtis, Offenhauser Příliš pomalý                 |                                                                                        |                                                                                              |

## Závod
| Poř.   | Pořadí na startu | No. | Jezdec            | Konstruktér | Motor          | Počet kol | Kola ve vedení | Čas/Odstoupení    | Body |
| ------ | ---------------- | --- | ----------------- | ----------- | -------------- | --------- | -------------- | ----------------- | ---- |
| 1      | 13               | 9   | Sam Hanks         | Salih       | Offenhauser    | 200       | 136            | 3:41:14.25        | 8    |
| 2      | 32               | 26  | Jim Rathmann      | Epperly     | Offenhauser    | 200       | 24             | +21.46            | 7    |
| 3      | 15               | 1   | Jimmy Bryan       | Kuzma R     | Offenhauser    | 200       | 0              | +2:13.97          | 4    |
| 4      | 10               | 54  | Paul Russo        | Kurtis 500F | Novi SC        | 200       | 24             | +2:56.86          | 3    |
| 5      | 12               | 73  | Andy Linden       | Kurtis 500G | Offenhauser    | 200       | 0              | +3:14.27          | 2    |
| 6      | 5                | 6   | Johnny Boyd       | Kurtis 500G | Offenhauser    | 200       | 0              | +4:35.27          |      |
| 7      | 28               | 48  | Marshall Teague   | Kurtis 500C | Offenhauser    | 200       | 0              | +4:45.58          |      |
| 8      | 1                | 12  | Pat O'Connor      | Kurtis 500G | Offenhauser    | 200       | 7              | +5:33.15          |      |
| 9      | 16               | 7   | Bob Veith         | Phillips    | Offenhauser    | 200       | 0              | +6:17.11          |      |
| 10     | 14               | 22  | Gene Hartley      | Lesovsky    | Offenhauser    | 200       | 0              | +7:10.12          |      |
| 11     | 19               | 19  | Jack Turner       | Kurtis 500G | Offenhauser    | 200       | 0              | +7:56.07          |      |
| 12     | 11               | 10  | Johnny Thomson    | Kuzma       | Offenhauser    | 199       | 5              | +1 kolo           |      |
| 13     | 33               | 95  | Bob Christie      | Kurtis 500C | Offenhauser    | 197       | 0              | +3 kola           |      |
| 14     | 25               | 82  | Chuck Weyant      | Kurtis 500C | Offenhauser    | 196       | 0              | +4 kola           |      |
| 15     | 22               | 27  | Tony Bettenhausen | Kurtis 500F | Novi SC        | 195       | 0              | +5 kol            |      |
| 16     | 17               | 18  | Johnnie Parsons   | Kurtis 500G | Offenhauser    | 195       | 0              | +5 kol            |      |
| 17     | 21               | 3   | Don Freeland      | Kurtis 500D | Offenhauser    | 192       | 0              | +8 kol            |      |
| 18     | 6                | 5   | Jimmy Reece       | Kurtis 500C | Offenhauser    | 182       | 0              | Klapka            |      |
| 19     | 27               | 92  | Don Edmunds       | Kurtis 500G | Offenhauser    | 170       | 0              | Smyk              |      |
| 20     | 31               | 28  | Johnnie Tolan     | Kuzma       | Offenhauser    | 138       | 0              | Spojka            |      |
| 21     | 30               | 89  | Al Herman         | Dunn        | Offenhauser    | 111       | 0              | Nehoda            |      |
| 22     | 4                | 14  | Fred Agabashian   | Kurtis 500G | Offenhauser    | 107       | 0              | Únik paliva       |      |
| 23     | 2                | 88  | Eddie Sachs       | Kuzma       | Offenhauser    | 105       | 0              | Únik paliva       |      |
| 24     | 18               | 77  | Mike Magill       | Kurtis 500G | Offenhauser    | 101       | 0              | Nehoda            |      |
| 25     | 20               | 43  | Eddie Johnson     | Kurtis 500G | Offenhauser    | 93        | 0              | Ložisko           |      |
| 26     | 23               | 31  | Bill Cheesbourg   | Kurtis 500G | Offenhauser    | 81        | 0              | Únik paliva       |      |
| 27     | 8                | 16  | Al Keller         | Kurtis 500G | Offenhauser    | 75        | 0              | Nehoda            |      |
| 28     | 29               | 57  | Jimmy Daywalt     | Kurtis 500C | Offenhauser    | 53        | 0              | Nehoda            |      |
| 29     | 7                | 83  | Ed Elisian        | Kurtis 500C | Offenhauser    | 51        | 0              | Časovací zařízení |      |
| 30     | 24               | 8   | Rodger Ward       | Lesovsky    | Offenhauser SC | 27        | 0              | Kompresor         |      |
| 31     | 3                | 52  | Troy Ruttman      | Watson      | Offenhauser    | 13        | 4              | Únik oleje        |      |
| 32     | 26               | 55  | Eddie Russo       | Kurtis 500C | Offenhauser    | 0         | 0              | Nehoda            |      |
| 33     | 9                | 23  | Elmer George      | Kurtis 500B | Offenhauser    | 0         | 0              | Nehoda            |      |
| Zdroj: |                  |     |                   |             |                |           |                |                   |      |

Poznámky
1. ↑  Jim Rathmann získal jeden bod za zajetí nejrychlejšího kola.

## Průběžné pořadí po závodě
Pohár jezdců
|        | Pořadí | Jezdec             | Body |
| ------ | ------ | ------------------ | ---- |
|        | 1      | Juan Manuel Fangio | 17   |
| 28     | 2      | Sam Hanks          | 8    |
| 27     | 3      | Jim Rathmann       | 7    |
| 2      | 4      | Jean Behra         | 6    |
| 2      | 5      | Tony Brooks        | 6    |
| Zdroj: |        |                    |      |